# Франческо Камусо
Франческо Камусо (итал. Francesco Camusso; Кумијана, 9. март 1908 — Торино, 23. јун 1995) бивши је италијански професионални бициклиста у периоду од 1929. до 1938. године. Камусо је највећи успјех остварио 1931. године, када је освојио Ђиро д’Италију. На Тур де Франсу освојио је подијум — треће мјесто 1932 године, док је 1934 завршио други на Ђиру и освојио брдску класификацију на Тур де Свис трци. Последњи велики резултат било му је четврто мјесто на Тур де Франсу 1937.

## Каријера

### 1929—1930
Камусо је каријеру почео у септембру 1929 године и прве сезоне завршио је други на трци Копа Валмеира, док је Ђиро ди Ломбардију завршио на 32 мјесту. Године 1930, остварио је прве побједе, освојио је трке Милано—Савона и Копа Мартини. Милано—Санремо завршио је на 19 мјесту. У мају возио је Ђиро д’Италију по први пут. На трећој етапи завршио је шести, док је на четвртој етапи завршио трећи. На петој етапи, на успону Аквабона, Камусо и Доменико Пјемонтези су напали и завршили етапу скоро четири минута испред Леарка Гвере и Луиђија Маркизија; Пјемонтези је одспринтао Камуса, који је етапу завршио на другом мјесту. На седмој и осмој етапи виђен је групни спринт на циљу, Камусо је обје етапе завршио на шестом мјесту. Након неколико етапа на којима је изгубио много времена, Камусо је на етапи 12 завршио десети у групном спринту. На етапи 13 завршио је седми, у групи која је на циљ дошла два и по минута иза Антонија Пезентија. На етапи 14 завршио је пети, минут и 15 секунди иза четворочлане групе која је стигла заједно на циљ. Последњу, етапу 15, Камусо није завршио, напустио је Ђиро прије краја.

### 1931
Године 1931 завршио је други на Ђиро ди Кампанија трци, на којој је освојио четврту етапу. Друго мјесто освојио је и на Тре вали Варезине трци, док је Милано—Санремо завршио на 30 мјесту, након чега је возио Ђиро д’Италију. На Ђиру је уведена розе мајица за лидера трке, на којој су била фашистичка обиљежја; а након што су му платили да не вози прошле године — вратио се Алфредо Бинда. Бинда је био први фаворит, а ту су били и остали најбољи италијански бициклисти тог доба: Леарко Гвера, Луиђи Маркизио, Луиђи Ђакобе, Гаетано Белони, Доменико Пјемонтези , Рафаеле ди Пако и Микеле Мара. Камусу је то била трећа година у професионалној каријери, други на наступ на Ђиру и није био фаворит за освајање. Почетак није обећавао за Камуса, Ђиро је почео са двије побједе Гвере, након чега је двапут тријумфовао Бинда, затим Мара. У спринту на шестој етапи, у Риму, многи возачи су пали, Бинда се повриједио и током седме етапе напустио је Ђиро. Камусо је седму етапу завршио други, 36 секунди иза Гвере и дошао је до шестог мјеста у генералном пласману, минут и по иза Маркизија. На осмој етапи, Гвера је напао на спусту и освојио етапу 30 секунди испред групе и преузео розе мајицу; Камусо је заостајао два минута. На деветој етапи, фан је проузроковао пад Гвере, који је морао да напусти Ђиро; лидер је поново био Маркизио. Десета етапа вожена је по снијегу и леду, на успону Коле ди Тента, док је циљ био у Кунеу. На успону су напали Ђакобе, Камусо и Кавалини; Ђакобе се одвојио и побиједио је са десет секунди испред Камуса, који је захваљујући доброј вожњи стигао до другог мјеста у генералном пласману. Претпоследња, етапа 11, пролазила је преко Сестријереа. Прије него је успон постао јак, Камусо се претварао да има пробушену гуму. У неком тренутку одлучио је да је вријеме да поправи пробушену гуму, али само је смањио степен преноса и вратио се до главне групе. Када су стигли до успона Прегалето, Камусо је већ имао подешен степен преноса за брдо и изненада је напао. Ђакобе, Маркизио и остали морали су да стану и подесе свој степен преноса на задњем точку. Камусо је био добар брдаш и на врху успона већ је имао два минута предности. Сјајно је возио спуст, а до Сусе је имао четири минута предности. Дошао је соло до Торина, провевши 100 km у бијегу. Ђакобе, Маркизио, Пезенти и Гремо су оформирили потјеру, али нису могли да га достигну и Камусо је завршио три минута испред. Последња етапа вожена је у Милану, није било промјена у генералном пласману и Камусо је освојио Ђиро са два минута и 47 секунди испред Ђакобеа.
Након Ђира, Камусо је био у саставу италијанског тима на Тур де Франсу, гдје није имао запажених резултата, а Тур је морао да напусти током десете етапе.

### 1932
Сезону 1932 почео је трећим мјестом на трци Тревизо—Монте Грапа. Завршио је четврти на трци Ђиро дела провинција Милано, шести на Тре вали Варезине трци и осми на националном првенству Италије. У мају возио је Ђиро. На седмој етапи, Антонио Пезенти је напао и узео розе мајицу, док је Камусо напустио Ђиро.
Након неуспјеха на Ђиру, Камусо је возио Тур де Франс. Поред Камуса, италијански тим за генерални пласман чинили су побједник Ђира 1932 — Антонио Пезенти, побједник Ђира 1930 — Луиђи Маркизио и Рафаеле ди Пако. Прве борбе на Туру водиле су се на петој етапи, која је прелазила преко Обиска и Турмалеа. Пезенти је освојио етапу за Италију, док је Камусо завршио трећи, пет секунди иза. Међутим, због бонификације од четири минута, Камусо је на шестом мјесту заостајао скоро 10 минута иза лидера Андреа Ледика. Освајањем другог мјеста у спринту на шестој етапи, Ледик је узео два минута бонификације и повећао предност у генералном пласману, Камусо је заостајао 11 минута. Ледик је и на наредне двије етапе узео бонификацију, тако да је Камусо након осме етапе заостајао 15 минута, али је дошао до четвртог мјеста. На десетој етапи, Камусо је скоро узео жуту мајицу. Напао је, пратио га је Курт Степел, другопласирани у генералном пласману. Камусо се дистанцирао и освојио етапу. Друго и треће мјесто узели су такође Италијани Луиђи Барал и Луиђи Маркизио. Камусо је дошао до трећег мјеста, пет минута иза Ледика и два минута иза Степела. На етапи 11, Ледик је тријумфовао и повећао педност испред Камуса на девет минута; а након тријумфа на Галибијеу на етапи 13, Ледик је повећао предност на 13 минута; Камусо је дошао на само 18 секунди иза Степела. На етапи 15, Ледик је остварио четврту побједу и повећао предност на 18 минута испред Степела и Камуса. На етапи 18, Ледик је опет триумфовао, али му је побједа одузета јер га је гурао Алберт Бартелеми, тако да је остала иста разлика у генералном пласману. Последње двије етапе биле су спринтерске, Ледик је освојио обје, Камусо није завршио у прва три и на крају је завршио на трећем мјесту, 26 минута иза Ледика На Туру није вођена велика борба, разлика је направљена захваљујући бонификацији од четири минута. Камусо је изгубио 31 минут од Ледика само на бонификицијама.

### 1933—1934
Године 1933, Камусо је побиједио на трци Сиркуит ди Шјери, након чега је возио Париз—Ницу, која је 1933 организована по први пут. Камусо је у спринту на трећој етапи завршио пети, док је тријумфовао на последњој — шестој етапи; завршио је трку на шестом мјесту у генералном пласману, пет минута иза Алфонса Схеперса. У мају, Камусо је возио Ђиро. Завршио је десети на првој етапи, 40 секунди иза Леарка Гвере; али је већ на другој етапи морао да напусти Ђиро. Након Ђира, возио је Тур де Франс. Камусо је на трећој етапи завршио пети, али није био конкурентан и у наставку Тура радио је за Гверу. Завршио је седми на осмој етапи, али је напустио Тур након десете етапе.
Године 1934 завршио је Милано—Санремо на трећем мјесту, три минута иза Јозефа Демојсера. Национално првенство Италије завршио је на 12, а Ђиро дела Венето трку на осмом мјесту. У мају возио је Ђиро д’Италију, гдје је услиједио дуел са Гвером и Биндом. Камусо је почео Ђиро побједом на првој етапи. Побјегао је из главне групе и тријумфовао 15 секунди испред. Гвера је тријумфовао на наредне двије етапе, али је Камусо задржао розе мајицу, коју је изгубио на четвртој етапи. Хронометар дуг 45 km завршио је два минута иза Гвере и пао је на пето мјесто у генералном пласману. На осмој етапи, Фелицин Верваке је дошао до соло тријумфа, Камусо је завршио десети, шест минута иза, али је завршио два минута испред Гвере, који је изгубио розе мајицу. Гвера је мајицу вратио побједом на деветој етапи, док је Камусо дошао до другог мјеста, минут иза Гвере. Након етапе, Камусо је био уморан и гладан, али пут до хране је био блокиран од стране навијача. Камусо се пробио користећи бицикл и говорећи "Знате ли ко сам ја?" Полицијски комесар је био ту и настала је свађа између њих. Умало су се потукли, али су полицајци одвукли Камуса одатле. Један од њих питао га је "Шта мислиш ко си ти? Гвера?" Против Камуса није вођен поступак, уз обећање да ће бити озбиљно укорењен. Гвера је освојио наредне три етапе, али је Камусо изгубио само минут. На етапи 13, Ђузепе Олмо и Камусо су напали, Гвера је имао стомачних проблема и одлучио је да напусти Ђиро; Ушао је у аутомобил тима Маино који је наставио да вози дуж стазе. Убрзо су наишли на Куњета и Коломба — организаторе Ђира, који нису хтјели да један од најбољих возача напусти трку и притисли су Гверу да настави трку. Гвера је удовољио њиховим молбама, вратио се на бицикл и наставио је да вози; достигао је возаче који су отпали од Олма и Камуса и оформио је потјеру са њима, иако је аутомобилом прешао велики број километара. Камусо је у спринту изгубио од Олма, али је узео розе мајицу јер јер Гвера изгубио пет минута. Камусо је био нови лидер, са два минута и 55 секунди предности. На етапи 14 вожен је хронометар, на коме је тријумфовао Гвера; Камусо је завршио скоро четири минута иза и Гвера је преузео розе мајицу. На последње три етапе није било промјена и Камусо је завршио други, 51 секунду иза Гвере. Камусо би освојио Ђиро да Гвера није током етапе 13 велики дио стазе прешао у аутомобилу.
У наставку сезоне возио је друго издање Тур де Свис трке. Камусо је био конкурентан за генерални пласман, тријумфовао је на другој етапи и завршио је трку на подијуму — освојио је треће мјесто и брдску класификацију. Сезону је завршио шестим мјестом на Ђиро ди Ломбардији и трећим мјестом на Ђиро дела провинција Милано трци.

### 1935—1938
Године 1935 освојио је треће мјесто на Критеријуму ди Троја и друго на критеријуму ди Милано. У марту, Ђенова—Ница трку завршио је на седмом мјесту. У априлу, завршио је Ђиро ди Кампања трку на деветом мјесту, а у мају возио је Ђиро д’Италију. Камусо није био конкурентан ни за етапну побједу и напустио је Ђиро током етапе 17. Након Ђира, возио је Тур де Франс. Након слабијих вожњи, Камусо је на седмој етапи напао; била је то етапа на којој је жвивот изгубио Франсиско Кепеда. Камусо је био недостижан и тријумфовао је три минута испред Морелија, док је лидер — Ромен Мас завршио десет минута иза. Камусо је тако дошао до четвртог мјеста у генералном пласману, 15 минута иза Маса; други Италијан — Васко Бергамаски био је други. На осмој етапи, Камусо је надокнадио још два минита. На деветој етапи, Камусо и Рене Вијето су напали; Вијето је тријумфовао, а Камусо је дошао до другог мјеста у генералном пласману, четири минута иза Маса. На етапи 11, Ромен Мас је тријумфовао са 35 секунди испред Силвера Маса и Камуса, а захваљујући бонификацији стекао је седам минута испред Камуса у генералном пласману. На етапи 13 б Камусо је изгубио минут, а на етапи 14 б још три минута и пао је на треће мјесто у генералном пласману. На етапи 15, прије успона Пиморенс, аутобус је снимао филм, Камусо је био иза аутобуса. Аутобус је изненада закочио и Камусо је ударио у њега. Озбиљно је повриједио десну ногу и напустио је Тур. Сезону је завршио осмим мјестом на Ђиро ди Ломбардији.
Године 1936 освојио је друго мјесто на гран прију Нице. На Ђиро д’Италији 1936 није било дозвољено учешће страним возачима, док Италија није слала свој тим на Тур де Франс. Камусо није био успјешан на Ђиру, завршио је на 36 мјесту. Ђиро ди Ломбардију завршио је на шестом мјесту.
Након слабије 1936 сезоне, Камусо је 1937 остварио побједу на гран прију Нице, уз друго мјесто на трци Нови—Лигуре и четврто на гран прију Кана. У мају, Камусо је возио Ђиро д’Италију. Прву етапу завршио је на десетом мјесту, али је морао да напусти Ђиро током треће етапе. Након лошег Ђира, Камусо је ушао у сасав Италије за Тур де Франс, чији лидер је био Ђино Бартали. Камусо је у првих 10 завршио етапе 5а и 5ц, али је био далеко у генералном пласману. На седмој етапи, воженој преко Телеграфа и Галибијеа, Бартали је напао, Камусо је био у групи која је покушавала да га достигне и напао је, завршивши етапу на другом мјесту, минут иза Барталија. Камусо је дошао до осмог мјеста у генералном пласману, скоро 19 минута иза Барталија. На осмој етапи, приликом преласка преко моста, Роси је пао и оборио Барталија у ријеку; Камусо је скочио у ријеку и извукао Барталија, који је крварио, али је успио да се попне на бицикл и да вози до циља. Изгубили су десет минута, због чега је Камусо испао из топ 10. На деветој етапи, Бартали није имао снаге, Камусо је возио са њим и завршили су 22 минута иза побједника — Рожеа Лапебјеа. Бартали је напустио Тур и Камусо је био нови лидер, али са великим заостатком. На етапи 13а, Камусо је тријумфовао са осам минута испред групе и дошао је до осмог мјеста у генералном пласману, 25 минута иза Силвера Маса. Етапа 15 садржала је четири велика успона, Камусо је завршио на осмом мјесту и попео се на седмо мјесто у генералном пласману. На етапи 17, комплетан тим Белгије је напустио трку, незадовољни понашањем организатора; Камусо је тако дошао до четвртог мјеста у генералном пласману. На хронометру на етапи 18а, Камусо је завршио девети, четири минута испред Леа Амберга и дошао је до трећег мјеста у генералном пласману. На хронометру на етапи 19б, Лео Амберг је побиједио, Камусо је завршио на 14 мјесту, четири минута и 45 секунди иза и пао је на четврто мјесто. На последњој, етапи 20, није било промјена и Камусо је Тур завршио на четвртом мјесту, 26 минута иза Лапебјеа.
Године 1938 остварио је побједу на трци Ница—Мон Ангел, Милано—Санремо завршио је на 48 мјесту, док је Ђиро ди Тоскану завршио на седмом мјесту. У мају возио је Ђиро д’Италију по последњи пут. Камусо није био конкурентан, а током етапе 18 напустио је Ђиро.

### Крај каријере и смрт
Крајем 1938, Камусо је завршио каријеру, са само 30 година. Након завршетка каријере водио је миран и повучен живот, није хтио више да брине о свијету бициклизма, отворио је продавницу спортске одјеће у Торину, гдје је живио са својом породицом. Одбио је да буде технички консултант италијанског тима на Тур де Франсу. Умро је 1995, у својој 87 години.